# ميخائيل إس. سميث
ميخائيل إس. سميث (بالإنجليزية: Michael S. Smith)‏ هو عازف جاز أمريكي، ولد في 30 يناير 1946، وتوفي في 2 يناير 2006 بسبب سرطان البروستاتا.

## وصلات خارجية
- ميخائيل إس. سميث على موقع ميوزك برينز (الإنجليزية)
- ميخائيل إس. سميث على موقع ديسكوغز (الإنجليزية)